# Ensio Hyytiä
Ensio Hyytiä (* 24. März 1938 in Rovaniemi; † 24. März 2019 ebenda) war ein finnischer Skispringer und Nordischer Kombinierer.

## Werdegang
Hyytiä stand 1958 im Kader der Finnen als Skispringer für die Nordischen Skiweltmeisterschaften 1958 in Lahti. Auf der Normalschanze konnte er hinter seinem Landsmann Juhani Kärkinen und vor Helmut Recknagel die Silbermedaille erreichen.
Bei den Olympischen Winterspielen 1960 in Squaw Valley trat er als Nordischer Kombinierer im Einzel an und erreichte am Ende den 22. Platz. Die Spiele waren der einzige internationale Wettkampf, bei dem Hyytiä als Kombinierer antrat.
Nach den Olympischen Spielen sprang er ab 1963 bei insgesamt vier FIS-Rennen. Seine beste Platzierung erreichte er dabei am 1. Januar 1964 beim Springen im Rahmen der Vierschanzentournee 1963/64 in Partenkirchen mit einem 4. Platz. Zum Ende der Tournee stand er auf dem 9. Platz in der Gesamtwertung.
Bei den Olympischen Winterspielen 1964 im österreichischen Innsbruck erreichte er auf der Normalschanze den 20. und auf der Großschanze den 23. Platz.
Nach seiner aktiven Springerkarriere arbeitete er in seinem Heimatverein Ounasvaaran Hiihtoseuraa als Trainer und Techniker.